# James Waldegrave, II conte Waldegrave
James Waldegrave, II conte Waldegrave (4 marzo 1715 – 13 aprile 1763), è stato un nobile e politico inglese.

## Biografia
Era il figlio maggiore di James Waldegrave, I conte Waldegrave, e di sua moglie, Mary Webbe. Studiò alla Westminster School e all'Eton College.
Nel 1741 ereditò la contea alla morte del padre.

## Carriera
È stato un Lord of the Bedchamber (1743-1752), membro del Consiglio privato (1752).
Dopo le dimissioni del duca di Newcastle, nel novembre 1756, Giorgio II gli ordinò di formare un nuovo governo, ma egli non ci riuscì e si dimise.
All'ascesa al trono di Giorgio III, lord Waldegrave si ritirò dalla vita pubblica.

## Matrimonio
Sposò, 15 maggio 1759, Maria Walpole, figlia illegittima di Sir Edward Walpole e di Dorothy Clement. Ebbero tre figlie:
- Lady Elizabeth Laura Waldegrave (1760-1816), sposò George Waldegrave, IV conte Waldegrave, ebbero cinque figli;
- Lady Charlotte Mary Waldegrave (1761-1808), sposò George FitzRoy, IV duca di Grafton, ebbero undici figli;
- Lady Anne Orazia Waldegrave (1762-1801), sposò Lord Hugh Seymour, ebbero sei figli.

## Morte
Morì il 13 aprile 1763 di vaiolo.

## Ascendenza
|                                       |                              |                                                   | Genitori                                           |  |  | Nonni |  |  | Bisnonni                              |  |  | Trisnonni                          |  |
|                                       |                              |                                                   |                                                    |  |  |       |  |  | Sir Charles Waldegrave, III baronetto |  |  | Sir Henry Waldegrave, II baronetto |  |
|                                       |                              |                                                   |                                                    |  |  |       |  |  | Sir Charles Waldegrave, III baronetto |  |  | Sir Henry Waldegrave, II baronetto |  |
|                                       |                              | Anne Paston                                       |                                                    |  |  |       |  |  | Sir Charles Waldegrave, III baronetto |  |  |                                    |  |
| Henry Waldegrave, I barone di Chewton |                              |                                                   |                                                    |  |  |       |  |  | Sir Charles Waldegrave, III baronetto |  |  |                                    |  |
|                                       |                              | Eleanor Englefield                                | Sir Francis Englefield, II baronetto               |  |  |       |  |  |                                       |  |  |                                    |  |
|                                       |                              | Eleanor Englefield                                | Sir Francis Englefield, II baronetto               |  |  |       |  |  |                                       |  |  |                                    |  |
|                                       |                              | Eleanor Englefield                                | Winifred Brooksby                                  |  |  |       |  |  |                                       |  |  |                                    |  |
| James Waldegrave, I conte Waldegrave  |                              | Eleanor Englefield                                |                                                    |  |  |       |  |  |                                       |  |  |                                    |  |
|                                       |                              | James II, re d'Inghilterra, di Scozia e d'Irlanda | Charles I, re d'Inghilterra, di Scozia e d'Irlanda |  |  |       |  |  |                                       |  |  |                                    |  |
|                                       |                              | James II, re d'Inghilterra, di Scozia e d'Irlanda | Charles I, re d'Inghilterra, di Scozia e d'Irlanda |  |  |       |  |  |                                       |  |  |                                    |  |
|                                       |                              | James II, re d'Inghilterra, di Scozia e d'Irlanda | Henriette-Marie di Francia                         |  |  |       |  |  |                                       |  |  |                                    |  |
| Lady Henrietta FitzJames              |                              | James II, re d'Inghilterra, di Scozia e d'Irlanda |                                                    |  |  |       |  |  |                                       |  |  |                                    |  |
|                                       |                              | Arabella Churchill                                | Sir Winston Churchill                              |  |  |       |  |  |                                       |  |  |                                    |  |
|                                       |                              | Arabella Churchill                                | Sir Winston Churchill                              |  |  |       |  |  |                                       |  |  |                                    |  |
|                                       |                              | Arabella Churchill                                | Elizabeth Drake                                    |  |  |       |  |  |                                       |  |  |                                    |  |
| James Waldegrave, II conte Waldegrave |                              | Arabella Churchill                                |                                                    |  |  |       |  |  |                                       |  |  |                                    |  |
|                                       | Sir John Webbe, II baronetto | Sir John Webb, I baronetto                        |                                                    |  |  |       |  |  |                                       |  |  |                                    |  |
|                                       | Sir John Webbe, II baronetto | Sir John Webb, I baronetto                        |                                                    |  |  |       |  |  |                                       |  |  |                                    |  |
|                                       | Sir John Webbe, II baronetto | Mary Caryll                                       |                                                    |  |  |       |  |  |                                       |  |  |                                    |  |
| Sir John Webbe, III baronetto         | Sir John Webbe, II baronetto |                                                   |                                                    |  |  |       |  |  |                                       |  |  |                                    |  |
|                                       |                              | Mary Blomer                                       | John Blomer                                        |  |  |       |  |  |                                       |  |  |                                    |  |
|                                       |                              | Mary Blomer                                       | John Blomer                                        |  |  |       |  |  |                                       |  |  |                                    |  |
|                                       |                              | Mary Blomer                                       | Frances Browne                                     |  |  |       |  |  |                                       |  |  |                                    |  |
| Mary Webbe                            |                              | Mary Blomer                                       |                                                    |  |  |       |  |  |                                       |  |  |                                    |  |
|                                       |                              | John Belasyse, I barone Belasyse                  | Thomas Belasyse, I visconte Fauconberg             |  |  |       |  |  |                                       |  |  |                                    |  |
|                                       |                              | John Belasyse, I barone Belasyse                  | Thomas Belasyse, I visconte Fauconberg             |  |  |       |  |  |                                       |  |  |                                    |  |
|                                       |                              | John Belasyse, I barone Belasyse                  | Barbara Cholmley                                   |  |  |       |  |  |                                       |  |  |                                    |  |
| Barbara Belasyse                      |                              | John Belasyse, I barone Belasyse                  |                                                    |  |  |       |  |  |                                       |  |  |                                    |  |
|                                       |                              | Lady Anne Paulet                                  | John Paulet, V marchese di Winchester              |  |  |       |  |  |                                       |  |  |                                    |  |
|                                       |                              | Lady Anne Paulet                                  | John Paulet, V marchese di Winchester              |  |  |       |  |  |                                       |  |  |                                    |  |
|                                       |                              | Lady Anne Paulet                                  | Honora de Burgh                                    |  |  |       |  |  |                                       |  |  |                                    |  |
|                                       |                              | Lady Anne Paulet                                  |                                                    |  |  |       |  |  |                                       |  |  |                                    |  |